# Arthur Cazaux
Arthur Cazaux (nacido el 23 de agosto de 2002 en Montpellier) es un tenista francés. 
Como júnior, Cazaux alcanzó el 4.º puesto de la clasificación mundial. Llegó a la final del Open de Australia junior de 2020, perdiendo con su compatriota Harold Mayot en dos sets, 4-6, 1-6.
Cazaux hizo su debut en torneo ATP en el Marsella 2020, por invitación en el cuadro de dobles, junto a Harold Mayot. Cayeron en primera ronda ante Nicolas Mahut y Vasek Pospisil, 5-7, 1-6. De nuevo con Mayot, entraron en el cuadro principal de dobles de Roland Garros 2020, perdiendo en primera ronda ante Lukasz Kubot y Marcelo Melo por 2-6, 2-6.
El 13 de diciembre de 2020, se llevó su primer torneo, el torneo ITF M15 Torelló (España), ganando en la final al también francés, Quentin Robert.

## Trayectoria

### 2021: Primera victoria en el circuito ATP
Debutó en el cuadro principal de un torneo Gran Slam en Roland Garros 2021 como jugador invitado. Perdió en primera ronda con el polaco Kamil Majchrzak.
El 17 de mayo de 2021, Cazaux, jugador clasificado 517 ATP, obtuvo su primera victoria en el cuadro de un torneo ATP, el ATP 250 de Ginebra (Suiza), al imponerse al jugador francés Adrian Mannarino, 37 del ranquin.
Invitado al Masters 1000 de Madrid, Arthur Cazaux, entonces el n.º 603 del mundo, logra la hazaña de batir a Sebastian Korda, 65 del ranquin.

### 2022-2023 Primer challenger y 150 del ranking
Cazaux ganó su primer título en septiembre de 2022, el Challenger de Nonthaburi 2, Tailandia, venciendo al Australiano Omar Jasika en la final. 
En enero de 2023, ganó su segundo título, también en Nonthaburi 2, al vencer al sudafricano Lloyd Harris. El 16 de enero de 2023, sube hasta el puesto 199 del ranking ATP, cuando alcanzó la semifinal del Challenger de Zadar, en Croacia.
Recibió una invitación para Roland Garros 2023. Perdió primera ronda contra el francés Corentin Moutet (6-1, 6-3, 4-6, 6-4). En hierba llegó a la final del Challenger 125 de Nottingham, parar perder con Andy Murray (6-4 6-4). También en hierba alcanza a semifinal del torneo Ilkley, cayendo ante el australiano Jason Kubler, quien se llevaría el torneo.
Luego llegó a la final de Lexington Challenger, EE. UU., que ganó Steve Johnson. En el Challenger de Winnipeg, Canadá, perdió la final con el británico Ryan Penistón.
No se clasificó para el Open de EE. UU. 2023, pero entró en el cuadro como perdedor afortunado (lucky loser). No pasó la primera ronda al perder con el ruso Andrey Rublev, octavo cabeza de serie. 

### 2024: Cuarta ronda en el Abierto de Australia y la primera victoria contra un Top 10
Cazaux comienza el año llevándose el Challenguer de Nouméa, al vencer en la final a su compatriota Enzo Couacaud (6-1, 6-1).
Se beneficia de una invitación de la Federación Francesa de Tenis para competir en el cuadro principal del Abierto de Australia, su primera participación. Vence al serbio Laslo Djere (6-2, 6-7, 6-2, 3-6, 6-2) en la ronda de 128, primera victoria de Cazaux en un partido de torneo Grand Slam. En la segunda ronda gana al danés Holger Rune, octavo cabeza de serie, por (7-6, 6-4, 4-6, 6-3). Es su primera victoria contra un Top 10 en el ranking ATP. En tercera ronda se deshizo en un gran partido del holandés Tallon Griekspoor, cabeza de serie n.º 28, (6-3, 6-3, 6-1). En cuarta ronda, cae ante polaco Hubert Hurkacz, noveno cabeza de serie (6-7, 6-7, 4-6). 

## Títulos ATP (0; 0+0)

### Individual (0)
| Leyenda                   |
| Grand Slam (0)            |
| ATP World Tour Finals (0) |
| ATP Masters 1000 (0)      |
| ATP World Tour 500 (0)    |
| ATP World Tour 250 (0)    |

#### Finalista (1)
| N.º | Fecha               | Torneo    | Superficie    | Oponente en la final | Resultado |
| --- | ------------------- | --------- | ------------- | -------------------- | --------- |
| 1.  | 26 de julio de 2025 | Kitzbühel | Tierra batida | Aleksandr Búblik     | 4-6, 3-6  |

## Títulos ATP Challenger (3; 3+0)

### Individuales (3)
| N.° | Fecha                   | Torneo                      | Superficie | Oponente en la final | Resultado |
| --- | ----------------------- | --------------------------- | ---------- | -------------------- | --------- |
| 1.  | 4 de septiembre de 2022 | Challenger de Nonthaburi II | Dura       | Omar Jasika          | 7-6, 6-4  |
| 2.  | 14 de enero de 2023     | Challenger de Nonthaburi II | Dura       | Lloyd Harris         | 7-6, 6-2  |
| 3.  | 7 de enero de 2024      | Challenger de Noumea        | Dura       | Enzo Couacaud        | 6-1, 6-1  |

### Finalista (4)
| N.° | Fecha                    | Torneo                       | Superficie | Oponente en la final | Resultado     |
| --- | ------------------------ | ---------------------------- | ---------- | -------------------- | ------------- |
| 1.  | 11 de septiembre de 2022 | Challenger de Nonthaburi III | Dura       | Stuart Parker        | 4-6, 1-4 ret. |
| 2.  | 22 de enero de 2023      | Challenger de Nonthaburi III | Dura       | Sho Shimabukuro      | 2-6, 5-7      |
| 3.  | 18 de junio de 2023      | Challenger de Nottingham     | hierba     | Andy Murray          | 4-6, 4-6      |
| 4.  | 6 de agosto de 2023      | Challenger de Lexington      | hierba     | Steve Johnson        | 6-7, 4-6      |